# سمير جعجع
سمير فريد جعجع (25 أكتوبر 1952) هو عسكري سابق  وسياسي لبناني يشغل منصب رئيس الهيئة التنفيذية للقوات اللبنانية منذ 1986 خلفًا لإيلي حبيقة، ويعتبر أحد أبرز المشاركين في الحرب الأهلية اللبنانية.
ولد جعجع في عين الرمانة في بيروت. يلقّب بالحكيم، وذلك لدراسته الطب على الرغم من أنه لم يكملها في السنة السادسة نتيجة تعرّضه لإصابة خلال الحرب الأهلية. انضم إلى حزب الكتائب مبكرًا.
مع بداية الحرب الأهلية، انضم جعجع إلى مليشيا حزب الكتائب التي تعرف بالقوات اللبنانية، واتهم بتنفيذ الحادثة المعروفة باسم مجزرة إهدن، والتي أدّت إلى مقتل طوني فرنجية وعائلته. خلال السنوات اللاحقة، بات ضابطًا في القوات اللبنانية وقاد الكثير من العمليّات العسكرية ضد الجيش السوري والفصائل الفلسطينية والحزب التقدمي الاشتراكي.
بعد اغتيال الرئيس بشير الجميل، تولّى فادي إفرام قيادة الميليشيا، ولاكن بعد خلافاته مع عائلة الجميل، تنحى لصالح فؤاد أبو ناضر. بعد سنة فقط، ارتكب جعجع وإيلي حبيقة وكريم بقرادوني انقلاب بلا دماء عليه بهدف «إعادة القوات إلى طريقها الصحيح» والنتيجة منها عدة إلى انتخاب إيلي حبيقة رئيس للميليشيا. غير أنّ علاقة جعجع وحبيقة ما لبثت أن توتّرت خاصة بعد توقيع الأخير الاتّفاق الثلاثي مع وليد جنبلاط ونبيه بري، الأمر الذي عارضه جعجع إلى جانب العديد من الشخصيات المسيحية البارزة. كان ذلك بداية نزاع مسلح دموي بين الطرفين في بداية 1986،التي أدّة الى نفي حبيقة إلى زحلة و بالتالي تولّي جعجع قيادة القوات اللبنانية وسيطرتها على منطقة بيروت الشرقية، والتي سحاول حبيقة استعادتها بالقوة في ايلول هذه السنة دون جدوى.
مع نهاية ولايته الرئاسية، قام أمين الجميّل بتعيين حكومة عسكريّة مؤقّتة برئاسة قائد الجيش آنذاك ميشال عون، أخذت طابعًا مسيحيًا بعد استقالة جميع الوزراء المسلمين فيها، وقد نشأ خلاف بينها وبين الحكومة المدنية برئاسة سليم الحص التي حظيت بدعم المسلمين واليساريين. في البداية، قدّم جعجع دعمه للحكومة، إلّا أن اشتباكات مسلحة لاحقة حصلت بين القوات والجيش اللبناني، انتهت أخيرًا باجتماعه مع عون في بكركي وموافقته على تسليم المرافئ إلى الحكومة.
على الرغم من دعمه لحرب التحرير التي أعلنها عون ضد الجيش السوري، وافق جعجع على إتّفاق الطائف الذي وقّعه ممثلون عن الأطراف المتنازعة في لبنان في 24 أكتوبر 1989 لإنهاء الحرب الأهلية. عارض عون الاتّفاق، واعتبره خيانة وطنيّة بسبب عدم تناوله الانسحاب السوري من الأراضي اللبنانية. قاد ذلك إلى حرب طاحنة بين القوات اللبنانية وقوات الجيش التابعة لميشال عون عرفت بحرب الإلغاء.
بعد الحرب الأهلية، دخل جعجع في نزاع مع النظام السوري، أدّى إلى محاكمته في 1994 بأربع تهم اغتيال لسياسيين، أهمّها عملية اغتيالات رئيس الحكومة السابق رشيد كرامي في 1987 و داني شمعون و عائلته في 1990 بدون أدلة كافية. نفى جعجع جميع التّهم، لكنّه أدين بها وحكم عليه بالإعدام، وخفف لاحقًا إلى السجن مدى الحياة. قضى جعجع 11 سنة في زنزانة داخل مبنى وزارة الدفاع في يرزة.
بعد ثورة الأرز وانسحاب الجيش السوري من لبنان، منح مجلس النواب المنتخب حديثًا سمير جعجع عفوًا خاصًا خرج به من السجن في 18 يوليو 2005. منذ ذلك الحين، دخلت القوات اللبنانية البرلمان اللبناني وشاركت في عدّة حكومات، وقد ترشّح للانتخابات الرئاسية 2014، قبل أن يتبنّى ترشيح غريمه ميشال عون.

## النشأة
ولد جعجع في عين الرمانة في بيروت لعائلة مارونية تعود أصولها إلى بشري في شمال لبنان. كان والده، فريد جعجع، معاونًا في الجيش اللبناني. أكمل دراسته الابتدائية والثانوية في مدرسة «إيكول سان بينيليد» الخاصة. حصل على منحة دراسية من جمعية جبران خليل جبران، وقام بدراسة الطب في الجامعة الأمريكية في بيروت ثم لاحقًا في كلية الطب الفرنسية في بيروت التابعة لجامعة القديس يوسف. كان خلال هذه الفترة عضوًا في حزب الكتائب الذي أصبح القوة المسيحية الرئيسية مع اندلاع الحرب الأهلية اللبنانية في 1975، وانضم إلى جناحه العسكري.

## أعماله أثناء الحرب الأهلية

### مجزرة إهدن
مع بداية الحرب الأهلية، صعد جعجع في المراتب وكُلّف بقيادة عدّة عمليات عسكرية تحت إشراف بشير الجميل، قائد قوى الكتائب النظامية آنذاك. في يونيو 1978، بعد مقتل جود البايع، وهو قيادي في حزب الكتائب، تنامى الخلاف مع جيش التحرير الزغرتاوي، وهي ميليشيا تابعة لتيار المردة ويقودها طوني فرنجية ابن رئيس الجمهورية سليمان فرنجية. أمر بشير الجميل جعجع وإيلي حبيقة بقيادة وحدة من مقاتلي الكتائب بهدف أسر المتهمين بقتل البايع الذين كانوا قد لجأوا إلى معقل فرنجية في إهدن. مع وصول الوحدة إلى إهدن، قام مقاتلو جيش التحرير بمقاومة وحدة الكتائب، وأصيب جعجع خلال هذه المناوشات، ونُقِّل إلى «أوتيل ديو» في بيروت. في غضون ذلك، قتل طوني فرنجية مع عائلته وجميع مقاتليه، في ما عرف بمجزرة إهدن. جعجع نقل لاحقًا لمستشفى آخر في فرنسا لإستكمال العلاج.
بعد تنامي سيطرته وقيامه بانتقاد الزعامات المسيحية التي وصفها بالتقليدية طُرِد من حزب الكتائب فقام بانتفاضة على رئيس ميليشيا القوات فؤاد أبو ناضر مع كريم بقرادوني وإيلي حبيقة وذلك عام 1985، حيث أصبح إيلي حبيقة القائد العام للميليشيا، إلا إنه أطاح به في يناير 1986 وتسلم القيادة مكانه وذلك بعد توقيع حبيقة على الإتفاق الثلاثي مع رئيس قوات حركة أمل نبيه بري ورئيس الحزب التقدمي الاشتراكي وليد جنبلاط برعاية سورية.
كما خاض حربًا شرسة ضد الجيش اللبناني بقيادة العماد ميشال عون سميت بحرب الإلغاء. وبعد اتفاق الطائف تحولت القوات إلى حزب سياسي كما بقية المليشيات المتصارعة.

## سجنه وما بعد السجن
في عام 1994 سجن بسبب اتهامه بتفجير كنيسة سيدة النجاة في كسروان وقد حصل على البراءة من هذه التهمة، إلا إنه حوكم بتهمة اغتيال رئيس الحكومة الأسبق رشيد كرامي ورئيس حزب الوطنيين الأحرار داني شمعون، كما اتهم باغتيال النائب طوني فرنجيّة ابن الرئيس سليمان فرنجيّة وعائلته في إهدن وهو ما سمي لاحقًا بمجزرة إهدن. وحكمت المحكمة عليه بالإعدام، إلا إن الحكم خفف من قبل رئيس الجمهورية إلياس الهراوي إلى السجن مدى الحياة، كما حُكِّم بحل القوات اللبنانيةـ بينما اعتبر أنصاره أن محاكماته وقرار الأحكام سياسية بحتة فقط لأنه ضد الوجود السوري في لبنان. أطلق سراحه عبر عفو نيابي من قبل المجلس النيابي الذي انبثق بعد خروج الجيش السوري من لبنان عام 2005، وعاد بعد ذلك إلى نشاطه السياسي وترشح سنة 2014 إلى الانتخابات الرئاسية.

## حرب لبنان 2006
وفقًا لوثائق ويكيليكس التي نشرتها جريدة الأخبار في 2011، فإن جعجع خلال اجتماعه مع السفير الأمريكي جفري فيلتمان أثناء حرب لبنان 2006، عبّر عن دعمه لاقتراح نشر قوة متعدّدة الجنسيات، واعتبر أنّ فرصة تفكيك حزب الله تكمن في تحويله إلى مشكلة داخلية من خلال إظهاره على أنّه «التهديد أمام الشعب اللبناني»، واستغلال القدرات العسكرية لإسرائيل ضدّه. بالإضافة إلى ذلك، فإنّه أكّد أن الإشارة إلى قضيتي مزارع شبعا والأسرى اللبنانيين لدى إسرائيل وربطهما بوقف إطلاق النار يمكن أن يساهم في «سدّ ذرائع حزب الله»، إلا أنّه أبدى تفهّمه لتردد إسرائيل بهذا الشأن.

## حياته الأسرية
تزوج من ستريدا إلياس طوق (ستريدا جعجع بعد الزواج) سنة 1990، وليس لهما أولاد.

## وصلات خارجية
- الموقع الرسمي للقوات اللبنانية